# Ornithocheirus
Az Ornithocheirus a hüllők (Reptilia vagy Sauropsida) osztályának a pteroszauruszok (Pterosauria) rendjébe, ezen belül a Pterodactyloidea alrendjébe és az Ornithocheiridae családjába tartozó nem.

## Tudnivalók
Az Ornithocheirus 110 millió évvel élt ezelőtt, a kora kréta korban.
Az első Ornithocheirus maradványokat 1827-ben, a Wealden kőzetekben találták meg. A lelőhely, az angliai Sussexben található. Az állatokat csak 1869-ben írták le, mint Ornithocheirusokat. Annak ellenére, hogy csak hiányos maradványokat találtak, már 36 példányt tudtak megállapítani a több mint 1000 felfedezett csontból. Ezeknek nagy részük a Cambridge Greensandből valók, ez egy felső kréta kori réteg, amely az angliai Cambridgeben található.
Az Ornithocheirusok hatalmas pteroszauruszok voltak, hosszú, vékony koponyával. Orrukon gyakran csontos taréj ült. A kréta kor kezdeténél, a rövid farkú pteroszauruszok, mint amilyen az Ornithocheirus, felváltották a korábbi hosszú farkú fajokat. Az új fajok egyre nagyobbra kezdtek nőni.
Az Ornithocheirus-fajoknak a szárnyfesztávolsága megegyezett egy kisrepülőével, de az üres csontozatuk miatt biztos, hogy nem érték el az ember súlyát. Az állatok hosszú, elkeskenyedő állkapcsaiban, éles fogak ültek. Ezek alkalmasak voltak a halfogásra.
Az Ornithocheirusok szárnyfesztávolsága 2,5–5 méter lehetett.
Az állatok szárnya bőrből volt, és ki volt feszítve egy hosszúra nőt ujj és boka között. A szárnyak a testből és a lábakból nőttek ki. Az Ornithocheirus és a rokon óriás pteroszauruszok felhasználva a felemelkedő légáramlatokat, talán több száz kilométerig nem kellett verjenek a szárnyukkal. Lehet, hogy ennek a tulajdonságuknak köszönhetően tudták benépesíteni a Föld nagy részét.
A nem típusfaja és talán az egyetlen valódi faja ennek a nemnek, az Ornithocheirus simus (Owen, 1861).

## Lelőhelyek
Nagy Ornithocheirus lelőhelyek vannak Európában. A Brazíliában talált Ornithocheirusokat manapság áthelyezték egy másik nembe, a Tropeognathusba. A „Dinoszauruszok, a Föld urai” (Walking with Dinosaurs) című természetfilm-sorozat 4. részében „A levegő óriása” címűben valójában a Tropeognathus mesembrinusról Wellnhofer, 1987 van szó, azonban az Ornithocheirus megnevezést használják.

## Fordítás
Ez a szócikk részben vagy egészben  az   Ornithocheirus című angol Wikipédia-szócikk ezen változatának fordításán alapul.  Az eredeti cikk szerkesztőit annak laptörténete sorolja fel. Ez a jelzés csupán a megfogalmazás eredetét és a szerzői jogokat jelzi, nem szolgál a cikkben szereplő információk forrásmegjelöléseként.